# Klasszikus kínai regényirodalom

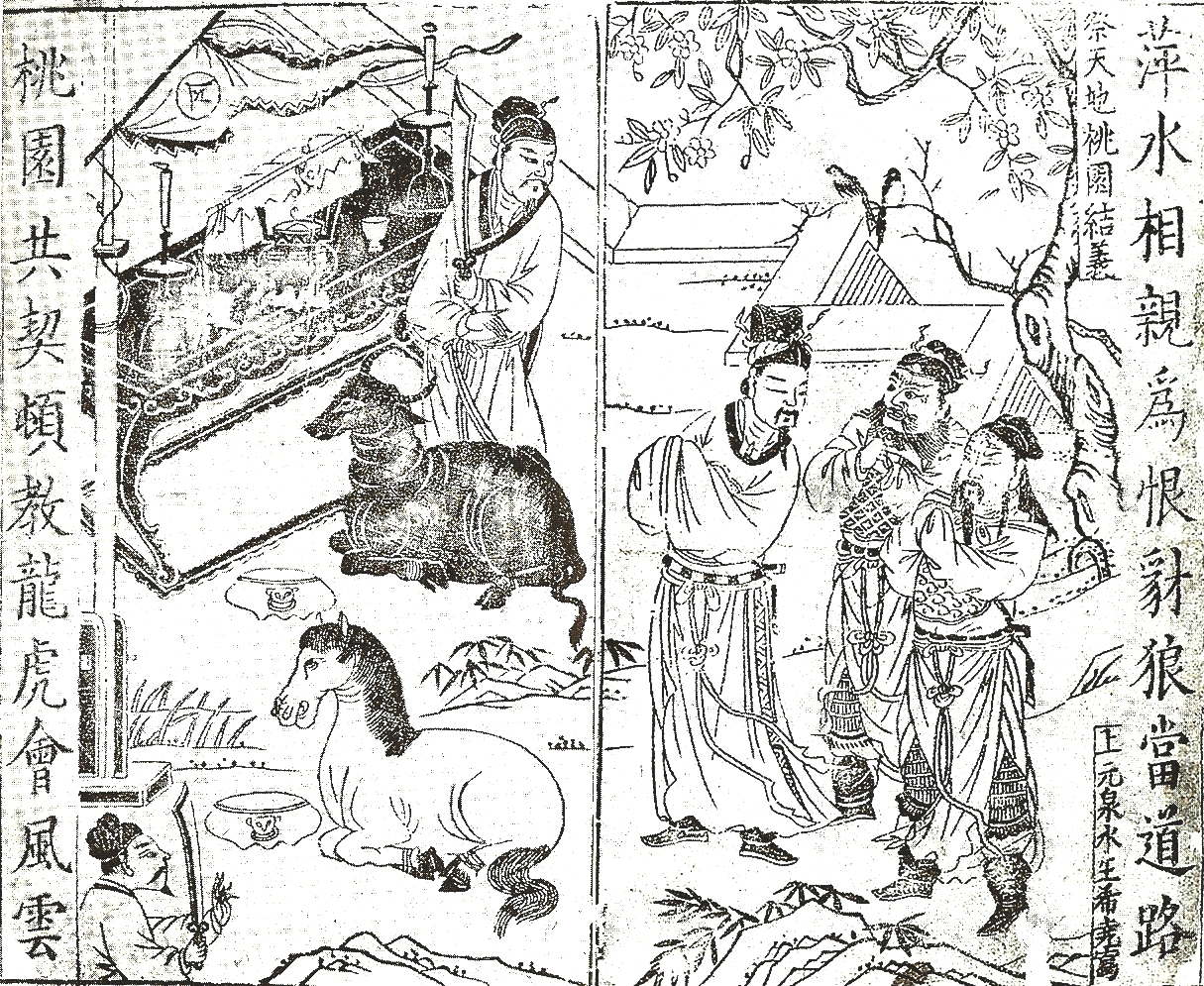
A három királyság regényes története című regény egyik illusztrált oldalpárja egy Ming-kori kiadásból

A klasszikus kínai regényirodalom (Csung-kuo ku-tien csang-pien hsziao-suo (Zhonguo gudian changbian xiaoshuo) 中國古典長編小説 / 中国古典长编小说) kezdetei a Szung (Song)-korba nyúlnak vissza, amikor a széppróza nyelvezete kezdett elszakadni ven-jen (wenyan)nek nevezett irodalmi nyelvtől, és egyre inkább a beszélt nyelvhez közelített. Ekkorra tehető az is, hogy az elbeszélés egyre inkább a városi lakosság műfajává válik, megjelennek a hivatásos vásári mesemondók, akiknek ténykedése új irányt ad a kínai elbeszélés fejlődésének. A mongol Jüan (Yuan)-dinasztia idején és a Ming-korban jelenik meg az igazi regény, amely kezdetben a vásári mesemondók lazán kapcsolódó történeteiből állnak össze. Legelőször a történelmi tárgyú regények jelentek meg, majd sorra a legkülönbözőbb témákat feldolgozó regények különböző terjedelemben. A klasszikus kínai regényirodalom második és egyben utolsó jelentős korszak a mandzsuk uralta Csing (Qing)-kor volt, amikorra a regény műfaja bebizonyította értékét és fölényét a hagyományos írástudói ízlés számára is. A klasszikus regény csúcsának a 18. század végén született A vörös szoba álma tekinthető. A klasszikus kínai regényirodalom mintegy hat évszázados történelme alatt több ezer regény íródott, de ezek közül alig néhány tucat az, amely világirodalmi mércével is értékelhető. Kínában ekkor még nem alakult ki az európai regény kritikai-realista formája. A klasszikus kínai regényirodalom korszakát a mandzsu-ház és egyben a császárság bukását követően megjelenő irodalmi reform törekvések, és az 1930-as években megjelenő új, modern regény megszületése zárta le végérvényesen, amely nem csak kritikai realizmusában különbözött elődeitől, hanem nyelvezetében is.

## A regényirodalom előzményei

### A novella kezdetei

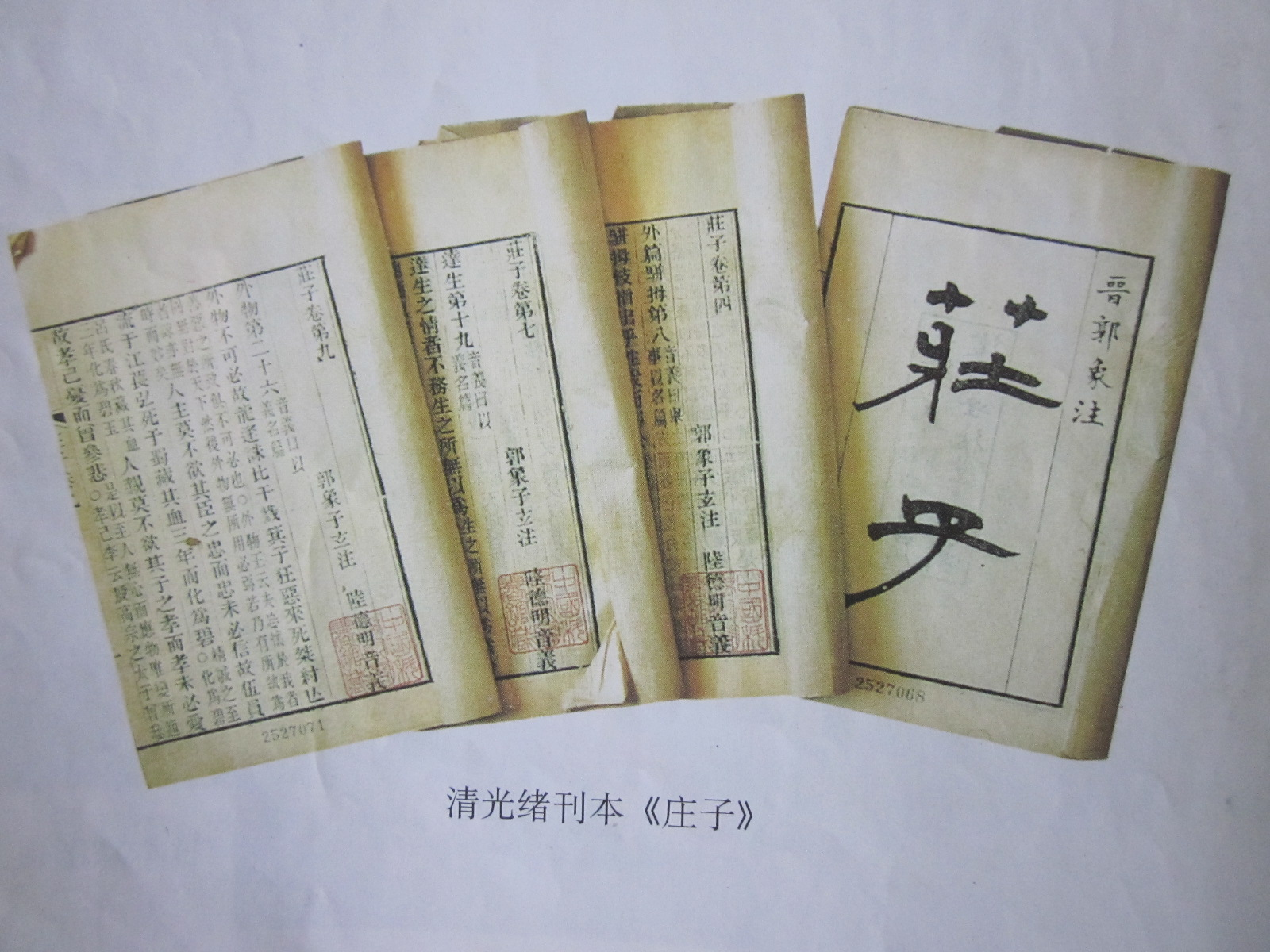
Az anekdotáiról híres taoista filozófiai mű, a Csuang-ce (Zhuangzi) mandzsu-kori kiadása

A kínai írásbeliséget az ókortól kezdve erős konfuciánus hatás jellemezte, a hivatalos iratoktól kezdve, a filozófiai műveken, az értekező próza megannyi típusán át, egészen a költeményekig és a elbeszélő irodalom alkotásaiig sokáig minden a hivatalos irodalmi nyelven, az úgy nevezett venjen (wenyan)ben 文言 íródtak. Írásműveikben azok is a kínai nyelv ezen változatát használták, akik nem kifejezetten konfuciánus tematikát dolgoztak fel, így például a korai taoista szövegek nyelve is a venjen (wenyan).
A kínai elbeszélés, a novella kezdeteit az ókori filozófusok anekdotái és hasonlatai jelentették, majd később, az ókor vége felé a történeti művekben megjelenő életrajzok. Az első igazi novellaszerű kezdemények azonban csak a Han-dinasztia bukása után jelennek meg, elsősorban az ekkor megélénkülő taoista legenda-irodalomban, amelynek nagy lendületet adott a szanszkritból és más közép-ázsiai nyelvekből fordított buddhista vallásos könyvek példája, amelyek kerek egészre formált buddhista legendákat és tanmeséket tartalmaztak, színes és hatásos előadásban. A 3-4. századtól fogva buddhista és taoista szellemű művek egész sora gyűjtött össze legendákat és népi történeteket, melyek közül a legsikerültebbek, a zömében fantasztikus történeteket elmesélő darabok váltak a novella közvetlen előzményeivé. Ezt a legenda-irodalmat írástudók művelik, az írástudóknak fenntartott venjen (wenyan) nyelven, és így a célközönsége sem a városi lakosság, hanem az írástudó rétegek. Ezeket nevezik kis beszélgetéseknek, vagy kis történeteknek (hsziao-suo (xiaoshuo) 小說 / 小说), amely máig az elbeszélés kínai megnevezése.

### A novella megjelenése
A megelőző átmeneti korban létrejött kezdetek szerves továbbfejlődéseként a Tang-korban emelkedik először művészi színvonalra az elbeszélés műfaja. Az ekkor kialakuló elbeszélésirodalom művelői a fővárosi hivatalnokok, a vizsgáikra készülő írástudók. A Tang-kori elbeszélések forrásai a népmesék, a taoista és a buddhista mesék, legendák voltak, témáik között pedig megtalálható a szerelmi történet, a történelmi események vagy személyek és a mitológia. A Tang-kori elbeszélések témáit a későbbi időkben újra és újra feldolgozták, s csaknem valamennyi a kínai irodalom, a későbbi dráma- és regényirodalom klasszikus témájává lett. A Tang-kori elbeszélések kínai elnevezése: „különös történetek” (csuan-csi (chuanji) 傳奇 / 传奇). Tőkei szerint:

„Valójában nem novellák még ezek, hanem művészien megformált, irodalmi színvonalra emelet mesék... De a mesék és legendák, anekdoták és tréfák irodalomba-emelése jelentős lépés volt a novella felé.”

### A beszélt nyelvű elbeszélés előzményei

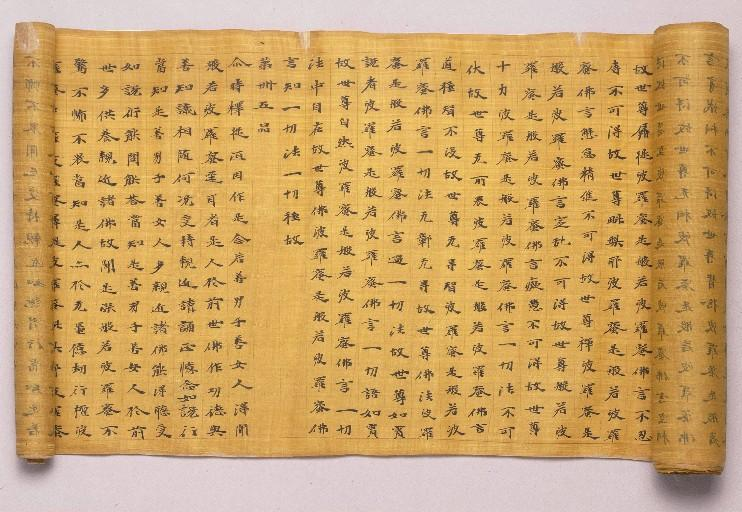
Tunhuang (Dunhuang)ból előkerült buddhista szútrafordítás

A később regények kialakulásának szempontjából jelentős mérföldkőnek számított a klasszikus irodalmi nyelvtől való elszakadás, a beszélt nyelvű (paj-hua (baihua) 白話 / 白话) elbeszélés kialakulás. Ennek gyökerei ugyancsak a Tang-korba nyúlnak vissza. Az egykori nyugati határvárosból, Tunhuang (Dunhuang)ból számos elbeszélést tartalmazó kézirat került elő. Ezeknek a buddhista és világi tárgyú történeteknek a nyelve már a korabeli beszélt nyelv, formájuk pedig a sajátos pien-ven (bianwen) 變文 / 变文-stílus, amelynek lényege a verses és prózai részek váltakozása. A Tang-kori pien-ven (bianwen) elbeszélések többnyire töredékesek és még nem igazán irodalmi értékűek, de mivel ezeket alighanem hangosan felolvasva adhatták elő, s így a népi mesélés termékeinek tekinthetők, amelynek pedig rendkívül nagy jelentősége van az elbeszélés Szung (Song)-kori fejlődésére.
A Szung (Song)-kori mesemondókról igen keveset lehet tudni, de az bizonyossággal megállapítható, hogy több típusuk is létezett. A mesélés formái közül különösen fontos a „történet magyarázás” (csiang-si (jiangshi) 講史 / 讲史), amelynek művelői valós és legendás történelmi eseményeket adtak elő epizódos formában. A ho-seng (hesheng) 合生 forma művelői viszont párosával vagy még többen, párbeszédes formában adták elő történeteiket. A mesélést hangszeres kísérettel, általában pengetős hangszerek zenéjével mutatták be. A történeteket bevezető versek alighanem a hallgatóközönség toborzását célozták, míg a történetek közbeszőtt versek a közönség pihenésére szolgáltak. A hivatásos mesemondók részére a Szung (Song)-korban úgy nevezett emlékezet-támogató szövegkönyveket írtak (hua-pen (huaben) 話本 / 话本, melyek a népi mesélés irodalmivá válásának első írott dokumentumai.

### A regény közvetlen előzményei

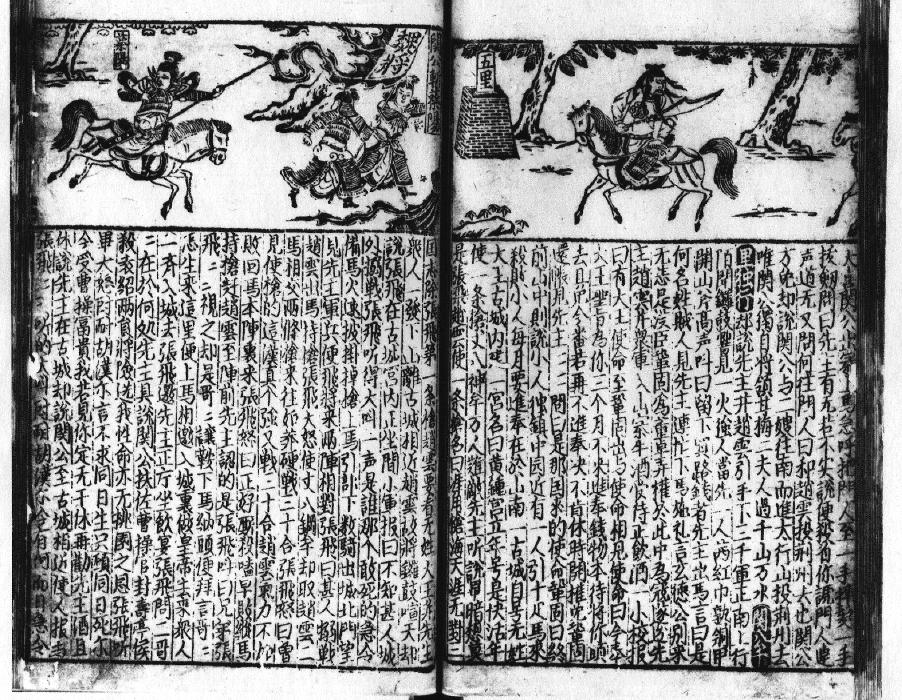
A három királyság regényes történetének egyik korai emlékezettámogató-szövegkönyve

A fennmaradt Szung (Song)-kori elbeszélő művek közül a későbbi regényirodalom szempontjából különösen jelentős A nagy Tangok korabeli Tripitaka Mesterének szútrakeresése (Ta Tang szan-cang fa-si csü-csing csi (Da Tang sancang fashi qujing ji) 大唐三藏法师取經記 / 大唐三藏法师取经记) című könyv, amelynek fő témája a híres Tang-kori zarándok, Hszüan-cang (Xuanzang) indiai utazása. A könyv szerzője a fő témához még számos kínai és indiai mesét fűzött. Ez az első ismert olyan regényszerű mű, amely már a későbbi regényekhez hasonlóan strukturálódik. Ez válik később, a híres Ming-kori regény, a Nyugati utazás egyik alapjává.
Hasonlóan jelentős előzménynek tekinthető Az Öt Dinasztia népszerű története (Vu-taj si ping-hua (Wudai shi pinghua) 五代史平話 / 五代史平话) címet viselő mű, amit az első hosszú kínai regénynek is szokás nevezni. Valójában azonban még nem regény, de kétségtelen, hogy a regény felé vezető átmeneti alkotások jelentős darabja. Átdolgozott hua-pen (huaben), verses, prózai részek váltakoznak benne. Az elbeszélés cselekménye hivatalos történeti műveken alapszik, melyet a szerző számos népszerű népi legendával tett színesebbé.
Már a mongol Jüan (Yuan)-dinasztia korából származik A nagy Szung (Song)-dinasztia Hszüan-ho (Xuanhe) periódusának viselt dolgai (Ta Szung Hszüan-ho ji-si (Da Song Xuanhe yishi) 大宋宣和遺事 / 大宋宣和遗事) című alkotás, amely ugyancsak történelmi tematikájú elbeszélés. Egyes fejezetei még a klasszikus írott nyelven, más fejezetei viszont már beszélt nyelven íródtak. Bizonyos részei az egyik legjelentősebb klasszikus kínai regény, a Vízparti történet alapjául szolgáltak.

## A klasszikus kínai regények formai sajátosságai

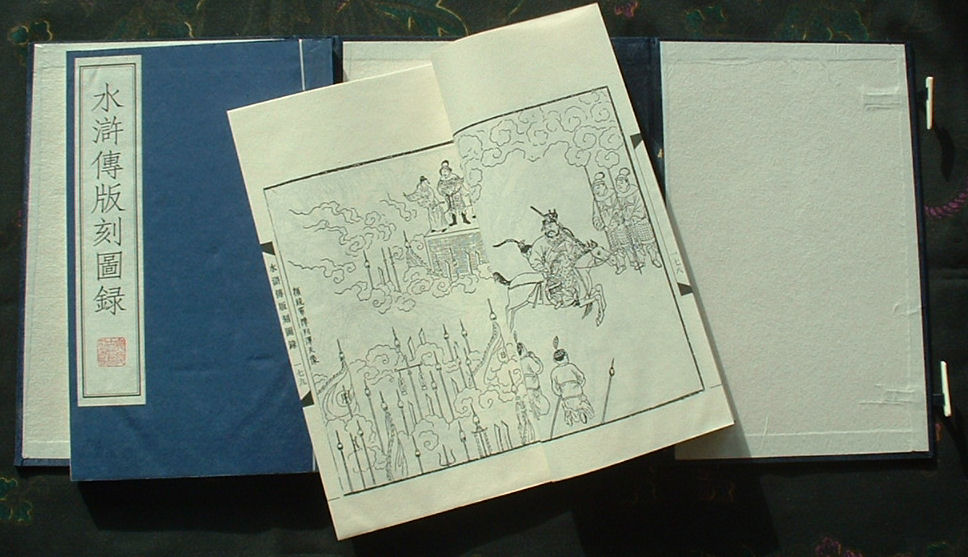
A Vízparti történet hagyományos formátumú, könyvtokban tárolható, csüan (juan)okra osztott kiadása

A regények elterjedéséhez nagyban hozzájárult a Szung (Song)-korban megjelenő és fejlődésnek induló könyvnyomtatás. Ez tette lehetővé, hogy egy-egy regény egyre nagyobb példányszámban, megfizethető áron jusson el, az elő sorban, értelmiségiekből álló, városi, nagyvárosi olvasóközönséghez.

### A formai megjelenés
A hagyományos kínai könyv formai jellemzői befolyásolták a klasszikus kínai regények struktúráját is. Az egyoldalas nyomtatás, majd az összehajtott lapok cérnafűzésű kötésmódja csak korlátozott terjedelmű lap egybeillesztését tette lehetővé. A puha fedelű, füzetszerű kötetek kínai elnevezése csüan (juan) 卷, amelyből, egy terjedelmes regény esetében akár 10-20 darabra is szükség volt. Ezeket a köteteke pedig arányosan elosztva úgy nevezett tokokban tárolták. Egy kötetbe általában kb. 10 fejezet terjedelmű szöveg fért. Vagyis egy 10 fejezetes regény általában 1 csüan (juan) (kötet) volt, de egy monumentálisabb regény, mint például A három királyság regényes történetének egyik korai verziója, a maga 240 fejezetével, csak 24 csüan (juan)ba fért el.

### A szövegstruktúra

#### Cím

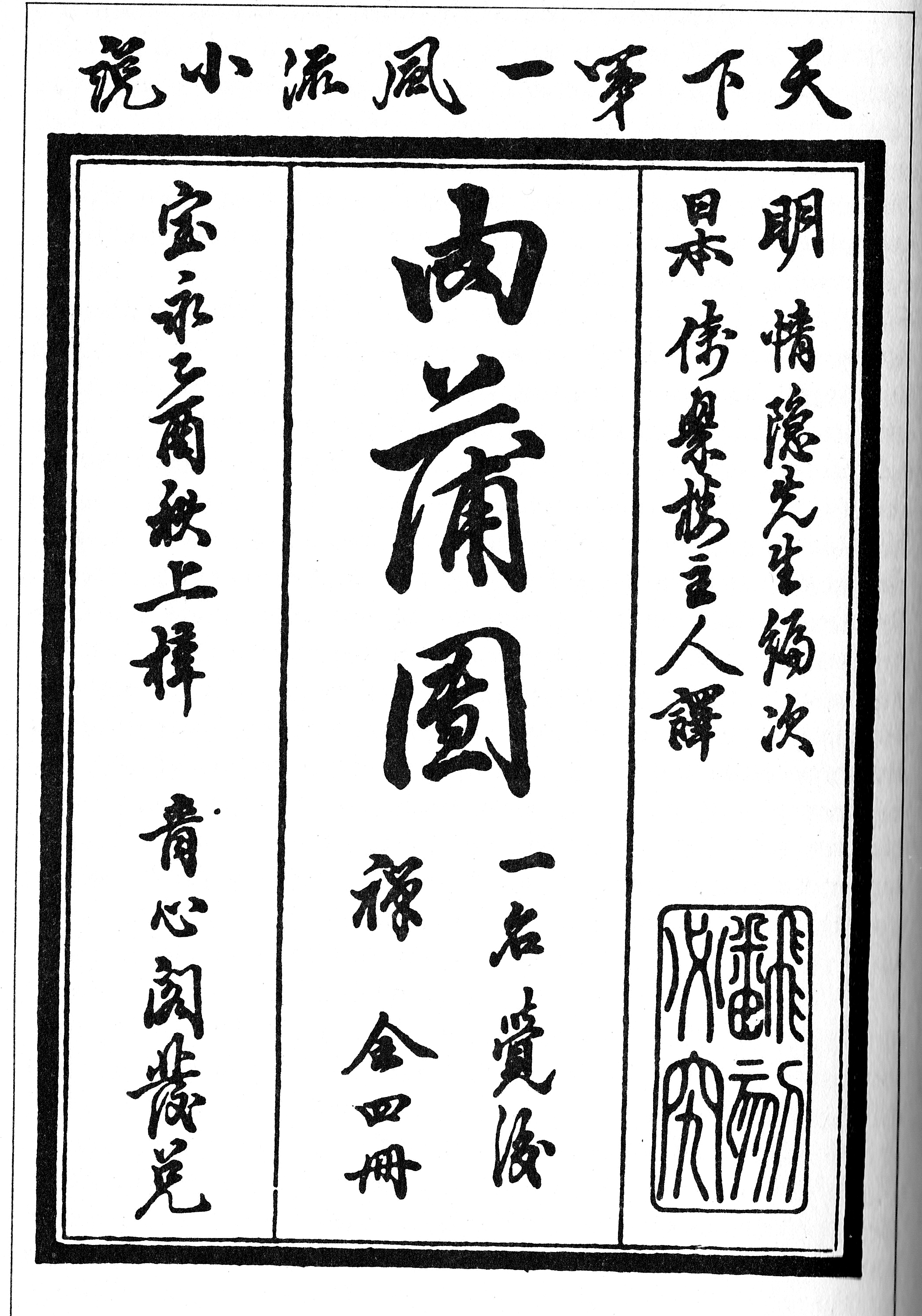
A szerelem imaszőnyege belső borítója

Kevés olyan regény létezik, amelyiknek csak egyetlen címe lenne. Nem ritka, hogy egy regény akár 3-4 címváltozatban is ismert, ennek oka, hogy a könyvkiadók, a más típusú szövegekkel ellentétben a regényekkel mindig is fesztelenebbül viseltettek, hiszen a regények elsődleges célja a szórakoztatás volt, és nem számítottak kanonizált, a magas irodalom által értékelt és megbecsült műveknek. Épp ezért a kiadó mindig is szabadon dönthetett nem csak a cím megváltoztatásáról, hanem a szöveg átszerkesztéséről is. A regény szövegeiből bármelyik újbóli kiadás alkalmából el lehetett venni, át lehetett írni vagy íratni, illetve hozzá lehetett toldani. Ennek a kiadói gyakorlatnak tudható be, hogy ma számos regény több változatban is, több cím alatt létezik, vagy tudni lehet a változataiknak egykori létezéséről.

#### Előszó
A regények általában rövid bevezetővel, vagy előszóval (hszü (xu) 序) kezdődnek, amelyben a szerző leírja, hogy miről szól a műve, mi késztette a megírására, mit üzen ezzel az olvasóinak, illetve feltünteti a dátumot és a nevét. A regények esetében az írástudók nem szívesen fedték fel igazi kilétüket, és nem csak akkor, ha művük politikai vagy erkölcsi okokból kifogásolható lehetett. Mivel a regények szerzői sok esetben gyakorló hivatalnokok, vagy egyéb társadalmilag megbecsült írástudó értelmiségiek voltak, jobbnak látták, ha valamilyen költői hangzású írói álnév (pi-ming (biming) 筆名 / 笔名) mögé rejtik valós személyüket. Egy-egy szerző élete során akár több ilyen művésznevet is használhatott. Ez a gyakorlat ugyancsak megnehezíti, hogy ma egy-egy regény szerzőjét pontosan azonosítani lehessen. Előszót azonban nem csak a szerző írhatott a regényéhez, de a kiadó is írhatott vagy írathatott ilyet.

#### Fejezet

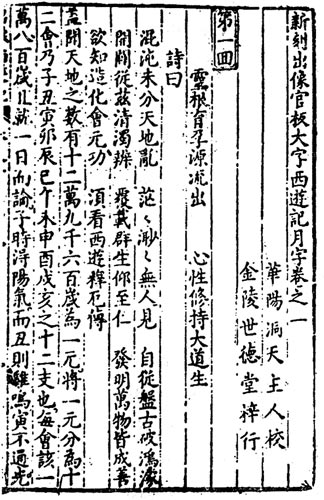
A Nyugati utazás első fejezetének első oldala

A klasszikus kínai regények fejezeteinek elnevezésére általában a huj (hui) 回 „alkalom” jelentésű szót használták, ami egyértelműen utal a hajdani vásártéri mesemondók, történetmesélők alkalmi előadásaira, akiknek elbeszéléseinek laza szerkezetű füzéreiből születettek meg az első regények. Emellett a regények fejezeteinek megnevezésére ritkábban előfordul a cö (ze) 則 / 则 „tétel”, „szakasz” vagy a csang (zhang) 章 „fejezet”, „rész” megnevezés is.

A klasszikus kínai regények minden fejezete egy rövid, általában két, 7-8 írásjegyben megfogalmazott tartalmi összefoglalóval kezdődik. Ez helyettesíti a fejezetcímet, amely a klasszikus kínai regényekre egyáltalán nem jellemző. A regényekben nyelvileg és formailag is elkülönülnek a leíró részek, amelyek kötött szótagszámú, ritmikus prózában íródtak, s amelyek egykor, a regények őseinek tekinthető történetek élőszóban történő előadáskor alighanem kántálhattak, és a közönség pihentetésére, vagy az izgalom fokozására szolgálhatott. Mindezek mellett a klasszikus kínai regényekre jellemző a nagyszámú versbetét használata is, amelyek általában a klasszikus nyelvi és a líra formai követelményeinek megfelelőek. A fejezetek végéről pedig nem maradhat el az olvasók buzdítására szolgáló formula, miszerint, ha az olvasó kíváncsi a történet alakulására, akkor azt majd más alkalommal hallgathatja meg, vagy megtudják, ha elolvassák a következő fejezetet.

## A klasszikus kínai regények nyelvezete

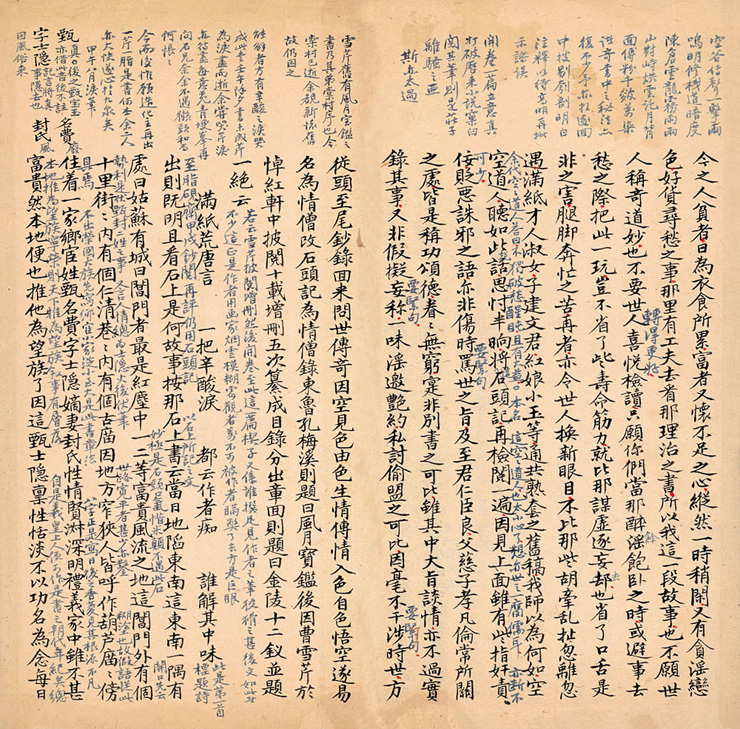
A vörös szoba álma egyik korai kéziratváltozata a 18. századból

A regény kialakulásához vezető úton jelentős mérföldkőnek számított a klasszikus írott nyelvtől történő elválás, az a forradalmi változás, hogy az írott szövegek egy része a korabeli beszélt nyelven kerültek rögzítésre. Ezt az új irodalmi nyelvet nevezik „tiszta beszédnek” (paj-hua (baihua) 白話 / 白话), amely leginkább abban különbözik a klasszikus alapú, standard irodalmi nyelvtől, ven-jen (wenyan)től 文言, hogy nagyszámú összetételeivel feloldotta annak szikár tömörségét, egyértelműbbé lett a fogalmazásmód, és a legnagyobb előnye természetesen az volt, hogy felolvasva akár az iskolázatlan, vagy a klasszikus műveltséggel nem rendelkező közönség is értette, ellentétben a magas irodalom, a filozófia és esszék nyelvezetével. A regény közvetlen előzményeinek is épp a paj-hua (baihua) nyelven lejegyzett, úgy nevezett emlékezet-támogató szövegkönyveket hua-pen (huaben) 話本 / 话本 tekinthetők, amelyeket a vásári mesemondók, történetmesélők használtak.
A beszélt nyelv írott használata azonban nem száműzte teljesen a regényekből a klasszikus irodalmi nyelvet, a ven-jen (wenyan)t. Leginkább a korai regényekre jellemző, hogy mindkettőt használva, kevert módon íródtak. Később azonban, már a Ming-kor elején szinte egyöntetűen a paj-hua (baihua) vált a regény nyelvévé, a ven-jen (wenyan) csak a ritmikus prózában írt leíró részeknél, illetve a versbetétekben jelent meg.
A mandzsu Csing (Qing)-dinasztia korára a szerzők esetenként már a paj-hua (baihua) nyelvet is nehézkesnek, kötöttnek érezték, illetve úgy ítélhették, hogy közelebb kerülhetnek olvasóikhoz, ha a régiójukban aktuálisan használt helyi nyelven, a kínai nyelv különböző dialektusain szólaltatják meg műveiket. Ennek egyik kiemelkedő példája Cao Hszüe-csin (Cao Xueqin) regénye, A vörös szoba álma, amely nem csak hogy a klasszikus kínai regényirodalom fő művének számít, hanem, amiért a korabeli (18. század) pekingi nyelvjárásban íródott, a 20. század elején ezt vették alapul, a modern kínai irodalmi nyelv megalkotásakor. A másik érdekes, említésre méltó példa, az 1894-ben megjelent, Virágok a tengeren (Haj sang hua lie csuan (Hai shang hua lie zhuan) 海上花列傳 / 海上花列传) című regény, melynek szerzője Han Pang-csing (Han Bangqing) 韓邦慶 / 韩邦庆 (1856-1894). Ez a regény a sanghaji színészek, kurtizánok világát, mindennapi életét és drámáját mutatja be, s a kínai nyelv ezen régiójában használt és elterjedt vu (wu)-dialektus (vu-jü (wuyu) 吳語 / 吴语) írott változatában íródott.

## A klasszikus kínai regények kategorizálása
A kínai és így a nyugati irodalomtörténeti is a klasszikus kínai regényeket alapvetően két kategória szerint csoportosítja. Az egyik kategória a témák alapján jelöli ki a regények egy-egy csoportját, míg a másik a keletkezési kora szerint osztályozza a műveket. Ez utóbbi dinasztikus csoportokat határoz meg, mégpedig a klasszikus kínai regény két legfőbb korszaka alapján beszélhetünk Ming-kori (1368-1644) és Csing (Qing)-kori (1644-1911) regényekről.
Külön kategóriába szokás sorolni a négy legjelentősebb klasszikus kínai regényt, melynek csoportját kínaiul a sze ta ming csu (si da ming zhu) 四大名著, (szó szerint: „a négy nagy híres mű”). Ide tartozik:
- Vízparti történet
- A három királyság regényes története
- Nyugati utazás
- A vörös szoba álma

Lu Hszün (Lu Xun) (1881-1936) kiegészítette ezt a csoportot még egy regénnyel, véleménye szerint az ötödik legjelentősebb klasszikus kínai regény a Szép asszonyok egy gazdag házban.

### Tematikák szerint

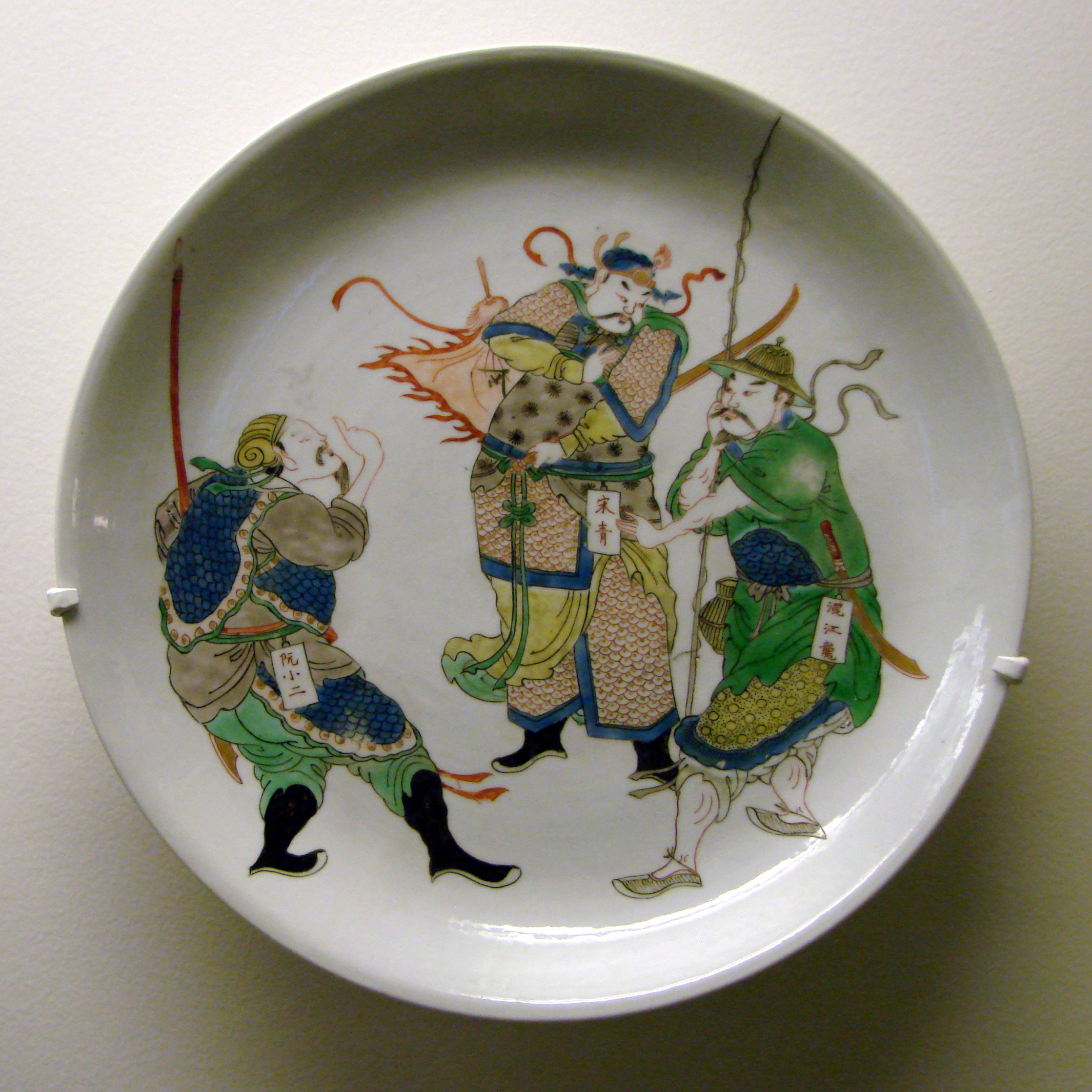
A Vízparti történet hőseinek ábrázolása egy porcelántányéron

Legelőször alighanem a történelmi tárgyú regények jelentek meg, köztük is a leghíresebb A három királyság regényes története. A témák közül a legkésőbb a társadalomkritikai regények születtek meg, amelyek közül a legkiemelkedőbb az Írástudók, illetve A hivatalnokok leleplezésének története. Érdekesség, hogy a klasszikus kínai regényirodalomból hiányzik az önéletrajzi regény, bár az önéletrajzi ihletettséget több regényben is kimutatta az irodalomtörténet. Ezek közül az egyik leghíresebb az egyébként mitológiai elemekkel átszőtt, szerelmi történetet elmesélő családregény, A vörös szoba álma, amelyben a szerző, Cao Hszüe-csin (Cao Xueqin) számos önéletrajzi motívumot is felhasznált. A klasszikus kínai regényirodalomban azonban mindvégig nem alakult ki az európai regény kritikai-realista formája. A klasszikus kínai regényekre hosszú évszázadokon keresztül jellemző volt, hogy a teljes mű epizódok, kalandok laza sorozatából áll össze. A hősök nagy vonalakkal felvázolt kész jellemekként lépnek a színre, s a cselekmény csak megtörténik velük, ők maguk viszont a regény folyamán nem fejlődnek, nem alakulnak. A történelmi és kalandregények epizódjainak témája főként a harc, a háborúskodás, az ellenségen erővel vagy fortéllyal történő felülemelkedés. A nyugati irodalomtörténet a kínai regények ezen típusát a pikareszk regényekhez szokta hasonlítani, melyeknek hősei, a nyugati irodalmi rokonsághoz hasonlóan csavargók, haramiák vagy más a társadalom perifériájára szorult, deklasszált személy. A Ming-dinasztia második felében születnek meg az első olyan alkotások, amelyek már képesek szétfeszíteni ezeket a sablonokat, és a regények főhősei esetenként egyfajta fejlődésen is átesnek (lásd A szerelem imaszőnyege), vagy szakítani tudnak a laza szerkezetű, epizodikussággal.

#### A klasszikus regény főbb témái
- történelmi regény
- mitológiai regény
  - vallási témájú regény
- szerelmi történet
  - erotikus regény
  - pornográf regény
- kalandregény vu-hszia (wuxia)
- detektívregény kung-an (gong'an)
- társadalmi regény
  - családregény
  - társadalomkritikai regény

### Korszakok szerint
Az alábbi két, időrendben feltüntetett táblázatban csak töredéke szerepel klasszikus kínai regényeknek. Az összeállítás alapjául a Kínai próza lexikona című gyűjtemény szolgált, amelyben a kínai irodalomtörténet által kiváló, jelentős, illetve említésre méltó művek szerepelnek.

#### Ming-kori regények
| Cím átírásban                                                                               | Cím kínaiul                                   | Cím magyarul                                         | Szerző | Terjedelem                    | Dátum          | Téma                             |
| ------------------------------------------------------------------------------------------- | --------------------------------------------- | ---------------------------------------------------- | --- | ----------------------------- | -------------- | -------------------------------- |
| Liang Szung cse csuan (Liang Song zhi zhuan)                                                | 兩宋志傳 两宋志传                             | A két Szung (Song)-dinasztia története               | Hsziung Ta-mu (Xiong Damu) 熊大木                                                                                       | 10 csüan (juan), 50 huj (hui) |                | történelmi                       |
| Jang csia csiang (Yang jia jiang)                                                           | 楊家將 杨家将                                 | A Jang (Yang) család tábornokai                      | Hsziung Ta-mu (Xiong Damu) 熊大木                                                                                       | 50 huj (hui)                  | 1561           | történelmi                       |
| Szan Kuo jen-ji (San Guo yanyi)                                                             | 三國演義 三国演义                             | A három királyság regényes története                 | Lo Kuan-csung (Luo Guanzhong) 羅貫中 / 罗贯中                                                                           | 120 huj (hui)                 |                | történelmi                       |
| Ping jao csuan (Ping yao zhuan)                                                             | 平妖傳 平妖传                                 | A démonok megbékítésének története                   | Lo Kuan-csung (Luo Guanzhong) 羅貫中 / 罗贯中                                                                           | 20 huj (hui)                  |                | mitológiai                       |
| Suj hu csuan (Shui hu zhuan)                                                                | 水滸傳 水浒传                                 | Vízparti történet                                    | Si Naj-an (Shi Nai'an) 施耐庵                                                                                           | 120 huj (hui)                 |                | történelmi, kaland               |
| Kaj pi jen-ji tung-szu cse csuan (Kai pi yanyi tongsu zhi zhuan)                            | 開闢衍繹通俗志傳 开辟衍绎通俗志传             |                                                      | Csou Ju (Zhou You) 周游                                                                                                 | 100/50/70 huj (hui)           |                | történelmi                       |
| Tung Hszi Csin jen ji (Dong Xi Jin yan yi)                                                  | 東西晋演義 东西晋演义                         | A Keleti- és a Nyugati Cin (Jin)-dinasztia története | ismeretlen | 100 hui (hui)                 |                | történelmi                       |
| Tung Csou lie kuo cse (Dong Zhou lie guo zhi)                                               | 東周列國志 东周列国志                         | A Keleti-Csou (Zhou)-ház története                   | Feng Meng-lung (Feng Menglong) 馮夢龍 / 冯梦龙                                                                          | 108 huj (hui)                 | 16-17. század  | történelmi                       |
| Hszi Han tung-szu jen-ji (Xi Han tongsu yanyi)                                              | 西漢通俗演義 西汉通俗演义                     | A Nyugati-Han-dinasztia története                    | Csen Vej (Zhen Wei) 甄偉 / 甄伟                                                                                         | 108 huj (hui)                 | 16. század     | történelmi                       |
| Tung Han tung-szu jen-ji (Dong Han tongsu yanyi)                                            | 東漢通俗演義 东汉通俗演义                     | A Keleti-Han-dinasztia története                     | Hszie Csao (Xie Zhao) 謝詔 / 谢诏                                                                                       | 146/125 cö (ze)               | 16. század     | történelmi                       |
| Csien hou csi kuo cse (Qian hou qi guo zhi)                                                 | 前後七國誌 前后七国志                         | Korábbi és későbbi hét fejedelemség története        | ismeretlen | 38 huj (hui)                  | 16. század     | történelmi                       |
| Szan pao taj csien hszi jang csi tung-szu jen-ji (San bao tai jian xi yang ji tongsu yanyi) | 三寶太監西洋記通俗演義 三宝太监西洋记通俗演义 | A három kincses eunuch feltárja a nyugati tengereket | Lo Mao-teng (Luo Mao-deng) 羅懋登 / 罗懋登                                                                              | 100 huj (hui)                 | 1598.          | mitológiai                       |
| Jing lie csuan (Ying lie zhuan)                                                             | 英烈傳 英烈传                                 | Hősök története                                      | ismeretlen | 80 huj (hui)                  | 16. század     | történelmi                       |
| Hszi ju csi (Xi you ji)                                                                     | 西游記 西游记                                 | Nyugati utazás                                       | Vu Cseng-en (Wu Cheng'en) 吳承恩 / 吴承恩                                                                               | 100 huj (hui)                 |                | mitológiai                       |
| Hszi ju pu (Xi you bu)                                                                      | 西游補 西游补                                 | Ami a nyugati utazásból kimaradt                     | Tung Jüe (Dong Yue) 董説 / 董说                                                                                         | 16 huj (hui)                  |                | mitológiai                       |
| Sze ju csi (Si you ji)                                                                      | 四游記 四游记                                 | A négy utazás története                              | Vu Cseng-taj (Wu Zhengtai) 吴政泰 / 吳政泰 Jang Cse-ho (Yang Zhihe) 杨志和 / 楊志和 Jü Hsziang-tou (Yu Xiangdou) 余象斗 | 56+18+41+24 huj (hui)         | 16. század     | mitológiai                       |
| Csi csen jin kuo csuan (Qi zhen yin guo zhuan)                                              | 七真因果傳 七真因果传                         | A hét taoista mester                                 | ismeretlen | 29 huj (hui)                  | 16. század     | mitológiai                       |
| Feng sen jen-ji (Feng shen yanyi)                                                           | 封神演義 封神演义                             | Az istenek birtokba helyezése                        | Hszü Csung-lin (Xu Zhonglin) 許仲琳 / 许仲琳                                                                            | 100 huj (hui)                 | 16. sz. közepe | mitológiai                       |
| Csin Ping Mej (Jin Ping Mei)                                                                | 金瓶梅                                        | Szép asszonyok egy gazdag házban                     | ismeretlen | 100 huj (hui)                 | 16. sz. közepe | társadalmi, erotikus             |
| Pao kung an (Bao gong an)                                                                   | 包公案                                        | Pao (Bao) bíró esetei                                | An Jüsi (An Yushi) 安遇时                                                                                               | 100 huj (hui)                 | 1591           | detektívregény kung-an (gong'an) |
| Suj hu hou csuan (Shui hu hou zhuan)                                                        | 水滸後傳 水浒后传                             | A vízparti történet folytatása                       | Csen Csen (Chen Chen) 陳忱 / 陈忱                                                                                       | 40 huj (hui)                  |                | történelmi, kaland               |
| Zsuo pu tuan (Rou pu tuan)                                                                  | 肉蒲團 肉蒲团                                 | A szerelem imaszőnyege                               | Li Jü (Li Yu) 李漁 / 李渔                                                                                               | 20 huj (hui)                  | 1634           | erotikus                         |

#### Csing-kori regények
| Cím átírásban                                                                  | Cím kínaiul                           | Cím magyarul                                                                  | Szerző                                                        | Terjedelem      | Dátum                   | Téma                              |
| ------------------------------------------------------------------------------ | ------------------------------------- | ----------------------------------------------------------------------------- | ------------------------------------------------------------- | --------------- | ----------------------- | --------------------------------- |
| Szuj Tang jen-ji (Sui Tang yanyi)                                              | 隋唐演義 隋唐演义                     | A Szuj (Sui)- és a Tang-dinasztia története                                   | Csu Zsen-huo (Zhu Renhuo) 褚人獲 / 褚人获                     | 100 huj (hui)   | 17. század közepe       | történelmi, kaland                |
| Suo Tang (Shuo Tang)                                                           | 說唐 说唐                             | A Tang-dinasztia története                                                    | ismeretlen                                                    | 68 huj (hui)    | 17. század második fele | történelmi                        |
| Suo Jüe csüan csuan (Shuo Yue quan zhuan)                                      | 說岳全傳 说岳全传                     | Jüe Fej (Yue Fei) története                                                   | Csien Caj (Qian Cai) 錢彩/钱彩 Csin Feng (Jin Feng) 金豐/金丰 | 80 huj (hui)    | 17. század              | történelmi                        |
| Tang kou cse (Dang kou zhi)                                                    | 蕩寇志 荡寇志                         | A haramiák elsöprésének története                                             | Jü Van-csun (Yu Wanchun) 俞萬春 / 俞万春                      | 70 huj (hui)    | 19. század első fele    | történelmi                        |
| Nü hszien vaj si (Nü xian wai shi)                                             | 女仙外史                              | Női halhatatlanok története                                                   | Lü Hsziung (Lü Xiong) 吕熊                                    | 100 huj (hui)   | 1703                    | mitológiai                        |
| Hszü Csin Ping Mej (Xu Jin Ping Mei)                                           | 續金瓶梅 续金瓶梅                     | A szép asszonyok egy gazdag házban folytatása                                 | Ting Jao-kang (Ding Yaokang) 丁耀亢                           | 60 huj (hui)    | 17. század közepe       | társadalmi                        |
| Ko lien hua jing (Ge lian hua ying)                                            | 隔簾花影 隔帘花影                     | Virágok árnya a függöny mögött                                                | ismeretlen                                                    | 48 huj (hui)    | 17-18. század           | társadalmi, szerelmi              |
| Hao csiu csuan (Hao qiu zhuan)                                                 | 好逑傳 好逑传                         | Virágos gyertyák, avagy egy jó házasság története                             | ismeretlen                                                    | 18 huj (hui)    | 17. század második fele | társadalmi, szerelmi              |
| Jü-csiao li (Yujiao Li)                                                        | 玉嬌梨 玉娇梨                         | Jü-csiao (Yujiao) és Li                                                       | Csang Jün (Zhang Yun) 張匀 / 张匀                             | 20 huj (hui)    | 17-18. század           | társadalmi, szerelmi              |
| Ping San Leng Jen (Ping Shan Leng Yan)                                         | 平山冷燕                              | Ping és San (Ping és Shan) fiatalurak, Leng és Jen (Leng és Yan) kisasszonyok | ismeretlen                                                    | 20 huj (hui)    | 1658                    | társadalmi, szerelmi              |
| Hszing si jin jüan csuan (Xing shi yin yuan zhuan)                             | 醒世姻緣傳 醒世姻缘传                 |                                                                               | Hszi Csou-seng (Xi Zhouseng) 西周生                           | 100 huj (hui)   | 1728                    | társadalmi                        |
| Csan kuj csuan (Zhan gui zhuan)                                                | 斬鬼傳 斩鬼传                         | Csung Kuj, az ördögűző                                                        | Liu Csang (Liu Zhang) 劉璋 / 刘璋                             | 10 huj (hui)    | 1688                    | mitológiai                        |
| Zsu-lin vaj-si (Rulin waishi)                                                  | 儒林外史                              | Írástudók                                                                     | Vu Csing-ce (Wu Jingzi) 吳敬梓 / 吴敬梓                       | 56 huj (hui)    | kb. 1750.               | társadalmi                        |
| Tie hua hszien si (Tie hua xian shi)                                           | 鐵花仙史 铁花仙史                     | A vas-virágos halhatatlan története                                           | ismeretlen                                                    | 26 huj (hui)    | 18. század              | mitológiai, szerelmi              |
| Jen san vaj si (Yan shan wai shi)                                              | 燕山外史                              | A Fecske-hegyi történet                                                       | Csen Csiu (Chen Qiu) 陈球 / 陳球                              | 8 juan (juan)   | 18. század második fele | társadalmi, szerelmi              |
| Er tu Mej (Er du Mei)                                                          | 二度梅                                |                                                                               | ismeretlen                                                    | 40 huj (hui)    | 18. század              | társadalmi, szerelmi              |
| Csi lu teng (Qi lu deng)                                                       | 歧路燈 歧路灯                         | Elágazó utak lámpásai                                                         | Li Haj-kuan (Li Haiguan) 李海觀 / 李海观                      | 100 huj (hui)   | 18. század második fele | társadalmi                        |
| Ho tien (He dian)                                                              | 何典                                  |                                                                               | Csang Nan-csuang (Zhang Nanzhuang) 張南莊 / 张南庄            | 10 huj (hui)    | 1878. előtt             | mitológia, szerelmi               |
| Si-to csi (Shitou ji)                                                          | 石頭記 石头记                         | A kő története                                                                | Cao Hszüe-csin (Cao Xuejin) 曹雪芹                            | 80 huj (hui)    | 18. század közepe       | társadalmi, szerelmi              |
| Hung lou meng (Hong lou meng)                                                  | 紅樓夢 红楼梦                         | A vörös szoba álma                                                            | Cao Hszüe-csin (Cao Xueqin) 曹雪芹 Kao O (Gao E) 高鶚         | 120 huj (hui)   | 1791                    | társadalmi, szerelmi              |
| Ji ceng lou (Yi ceng lou)                                                      | 一層樓 一层楼                         | Egyszintes pagoda                                                             | Vancsinbalin Indzsannasi (mongol) 尹湛納希 / 尹湛纳希         | 32 huj (hui)    | 19. század második fele | társadalmi, szerelmi              |
| Csi Hung ting (Qi hong ting)                                                   | 泣紅亭 泣红亭                         | Zokogó vörös pavilon                                                          | Vancsinbalin Indzsannasi (mongol) 尹湛納希 / 尹湛纳希         | 20 huj (hui)    | 19. század második fele | társadalmi, szerelmi              |
| Je szou pu jen (Ye sou pu yan)                                                 | 野叟曝言                              |                                                                               | Hszia Csing-csü (Xia Jingqu) 夏敬渠                           | 154 huj (hui)   | 1779                    | társadalmi                        |
| Lü je hszien cung (Lü ye xian zong)                                            | 绿野仙踪 綠野仙踪                     | A zöld vadon halhatatlanjainak nyomában                                       | Li Paj-csuan (Li Baichuan) 李百川                             | 100 huj (hui)   | 19. század első fele    | társadalmi, történelmi            |
| Jin si (Yin shi)                                                               | 蟫史                                  | Ezüstös pikkelyke története                                                   | Tu Sen (Tu Shen) 屠紳 / 屠绅                                  | 20 csüan (juan) | 18. század vége         | mitológiai                        |
| Lej feng ta csi csuan (Lei feng ta qi zhuan)                                   | 雷峰塔奇傳 雷峰塔奇传                 | A Mennydörgés-csúcs pagodájának különös története                             | ismeretlen                                                    | ? huj (hui)     | 1806                    | mitológiai, szerelmi              |
| Csing hua jüan (Jing hua yuan)                                                 | 鏡花緣 镜花缘                         | Virágok a tükörben                                                            | Li Zsu-csen (Li Ruzhen) 李汝珍                                | 100 huj (hui)   | 1818                    | mitológiai                        |
| Tajvan vaj si (Taiwan wai shi)                                                 | 臺灣外史 台湾外史                     | Tajvan (Taiwan) története                                                     | Csiang Zsi-seng (Jiang Risheng) 江日昇 / 江日升               | 30 csüan (juan) | 19. század első fele    | történelmi                        |
| Er-nü jing-hsziung csuan (Er-nü yingxiong chuan)                               | 兒女英雄傳 儿女英雄传                 | Hős leányok története                                                         | Ven Kang (Wen Kang) 文康                                      | 40 huj (hui)    | 19. század közepe       | kaland (vu-hszia (wuxia)          |
| Ta hung pao (Da hong pao)                                                      | 大紅袍 大红袍                         | A nagy vörös köpeny                                                           | Li Csun-zsung (Li Chunrong) 李春榮                            | 60 huj (hui)    | 19. század vége         | detektívregény (kung-an (gong'an) |
| Hsziao hung pao (Xiao hong pao)                                                | 小紅袍 小红袍                         | A kis vörös köpeny                                                            | ismeretlen                                                    | 42 huj (hui)    | 19. század vége         | detektívregény (kung-an (gong'an) |
| Si kung-an (Shi gong'an)                                                       | 施公案                                | Si (Shi) bíró esetei                                                          | ismeretlen                                                    | 97 huj (hui)    | 18. század vége         | detektívregény (kung-an (gong'an) |
| Peng kung-an (Peng gong'an)                                                    | 彭公案                                | Peng bíró esetei                                                              | ismeretlen                                                    | 341 huj (hui)   | 19. század              | detektívregény (kung-an (gong'an) |
| Szan hszia vu ji (San xia wu yi)                                               | 三俠五義 三侠五义                     | Három vitéz, öt igazságos lovag                                               | Si Jü-kun (Shi Yukun) 石玉崑 / 石玉昆                         | 120 huj (hui)   | 1889                    | kaland (vu-hszia (wuxia)          |
| Hsziao vu ji (Xiao wu yi)                                                      | 小五義 小五义                         | A kisebbik öt igazságos lovag                                                 | ismeretlen                                                    | 124 huj (hui)   | 19-20. század           | kaland (vu-hszia (wuxia)          |
| Lü mu-tan (Lü mudan)                                                           | 绿牡丹 綠牡丹                         | Zöld peónia                                                                   | ismeretlen                                                    | 64 huj (hui)    |                         | történelmi, szerelmi              |
| Csi kung csuan (Ji gong zhuan)                                                 | 濟公傳 济公传                         | Csi (Ji) úr története                                                         | Kuo Hsziao-ting (Guo Xiaoting) 郭小亭                         | 120 huj (hui)   |                         | történelmi                        |
| Pin hua pao csien (Pin hua bao jian)                                           | 品花寶鑒 品花宝鉴                     | Virágok a drága tükörben                                                      | Csen Szen (Chen Sen) 陳森 / 陈森                              | 60 huj (hui)    | 1849                    | társadalmi, szerelmi              |
| Hua jüe hen (Hua yue hen)                                                      | 花月痕                                | Virág-hold jel                                                                | Vej Ce-an (Wei Zi'an) 魏子安                                  | 52 huj (hui)    | 19-20. század           | társadalmi                        |
| Csing lou meng (Qing lou meng)                                                 | 青樓夢 青楼梦                         | A kék szoba álma                                                              | Jü Ta (Yu Da) 俞達 / 俞达                                     | 64 huj (hui)    | 1878                    | társadalmi, szerelmi              |
| Haj sang hua lie csuan (Hai shang hua lie zhuan)                               | 海上花列傳 海上花列传                 | Virágok a tengeren                                                            | Han Pang-csing (Han Bangqing) 韓邦慶 / 韩邦庆                 | 64 huj (hui)    | 1894                    | társadalmi                        |
| Kuan-csang hszien-hszing csi (Guanchang xianxing ji)                           | 官場現形記 官场现形记                 | A hivatalnokok leleplezésének története                                       | Li Pao-csia (Li Baojia) 李寶嘉 / 李宝嘉                       | 60 huj (hui)    | 1901–1905               | társadalmi                        |
| Ven-ming hsziao si (Wenming xiao shi)                                          | 文明小史                              | A civilizáció rövid története                                                 | Li Pao-csia (Li Baojia) 李寶嘉 / 李宝嘉                       | 60 huj (hui)    | 1903                    | társadalmi                        |
| Er-si nien mu-tu cse kuaj hszien csuang (Ershi nian mudu zhi guai xian zhuang) | 二十年目睹之現怪狀 二十年目睹之怪現狀 | Az elmúlt két évtized különös szemtanúsága                                    | Vu Vo-jao (Wu Woyao) 吳沃堯 / 吴沃尧                          | 108 huj (hui)   | 1909                    | társadalmi                        |
| Tung si (Tong shi)                                                             | 痛史                                  | A fájdalom története                                                          | Vu Vo-jao (Wu Woyao) 吳沃堯 / 吴沃尧                          | 27 huj (hui)    | 20. század eleje        | történelmi                        |
| Hen haj (Hen hai)                                                              | 恨海                                  | Gyűlölet-tenger                                                               | Vu Vo-jao (Wu Woyao) 吳沃堯 / 吴沃尧                          | 10 huj (hui)    | 20. század eleje        | társadalmi, szerelmi              |
| Lao Can ju csi (Lao Can you ji)                                                | 老殘游記 老残游记                     | Öreg Can kóborlásai                                                           | Liu O (Liu E) 劉鶚 / 刘鹗                                     | 10 huj (hui)    | 1903                    | társadalmi                        |
| Nie haj hua (Nie hai hua)                                                      | 孽海花                                | Virág a bűn tengerében                                                        | Ceng Pu (Zeng Bu) 曾补                                        | 30 huj (hui)    | 1907                    | társadalmi                        |

## A klasszikus kínai regények hatása

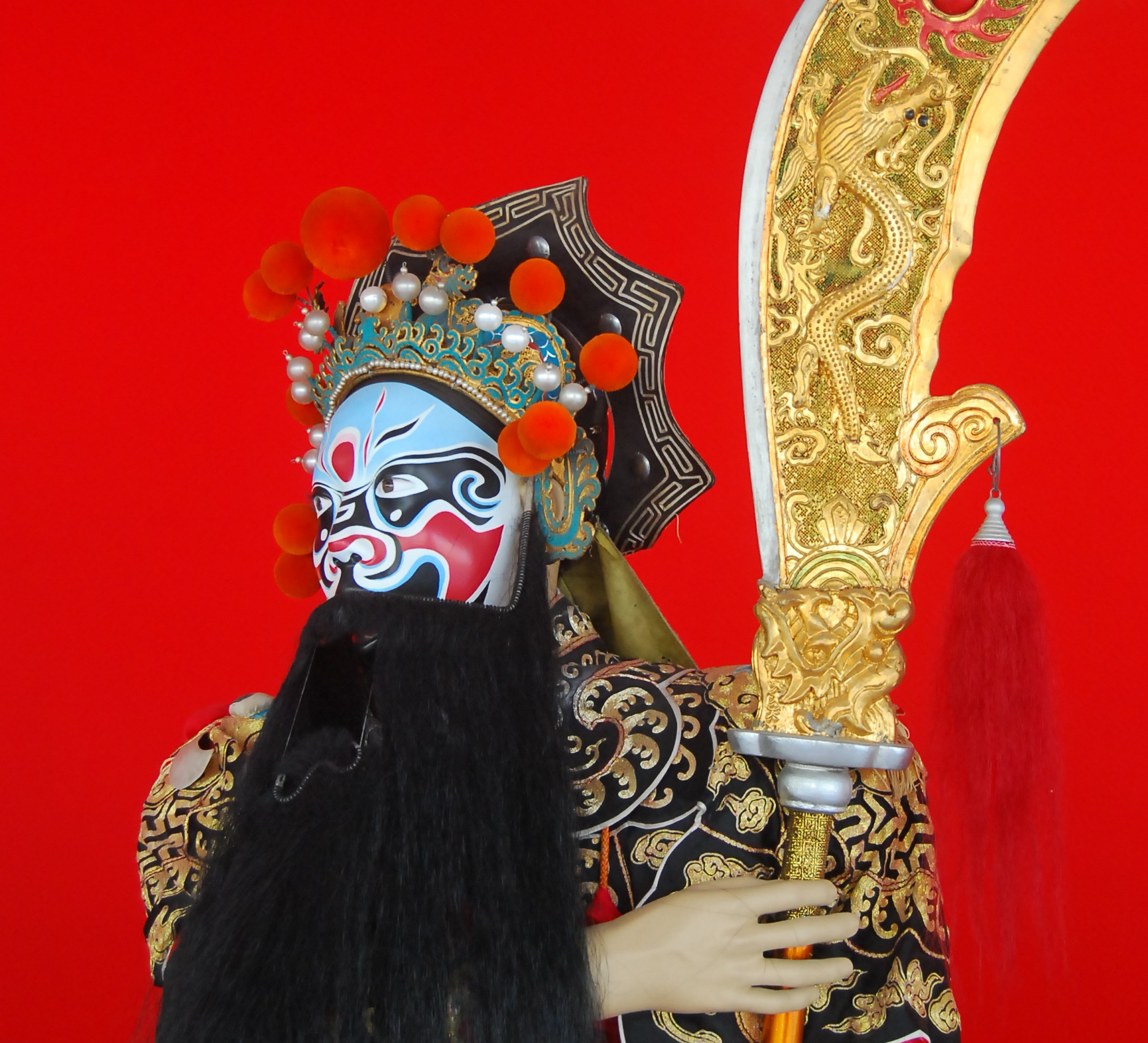
A három királyság történetének egyik hőse a pekingi opera színpadán

A klasszikus kínai regényirodalom mintegy hat évszázados történelme során több ezer alkotás született. Jól lehet, a regény műfajának soha nem volt célja, hogy a magas irodalomban olyan előkelő helyet vívjon ki magának, mint például a költészet, és egészen a 20. századig a regényeket megvetendő, vagy megtűrt irodalmi alkotásnak tartották. Ennek ellenére az epika vezető műfajában a régi kínai irodalomban is születtek időtálló, értékes alkotások. Azt a néhány tucat regényt, amelyik témájánál, stílusánál vagy bármi más oknál fogva kitűnt a többi tengernyi alkotás közül, és már saját korában is hatalmas népszerűségnek örvendett, ma is megbecsülés övezi. A modern tudományos irodalomtörténet Kínában is felismerte klasszikus regények értékét, és a nyugati irodalomtudománnyal karöltve megtalálta helyét a világirodalmi regények palettáján. Ezeknek a regényeknek jelentős szerepük volt abban is, hogy a modern kínai regény, nem előzmények nélkül, pusztán nyugati mintát követve születhetett meg a 20. század első felében. Mindezeken túl a klasszikus kínai regények ismerete az alapvető kínai műveltség részét képezik. Kínában különösen nagy megbecsülésnek örvend a már említett négy legjelentősebb klasszikus kínai regény, melynek ismerete minden magát olvasott, műveltnek mondó kínai számára alapvető követelmény. A legnépszerűbb regények feldolgozásai szinte minden formában jelen vannak. Modern kínai nyelvre éppúgy átültették őket, mint ahogy tévé- és mozifilmek, filmsorozatok, rajzfilmek készültek és készülnek belőlük, nem ritkán folytatást is írnak hozzájuk, színpadra állítják őket, vagy egyik-másik regény látványosabb, emlékezetesebb epizódját, karakterét akár videójátékban is szerepeltetik. A regények frappáns szófordulatai (vö. cseng-jü (chengyu) 成語 / 成语) a mai köznyelv szerves részévé váltak, amelyek olyanok mint a nyugati nyelvekben a szólások, közmondások.

## A klasszikus kínai regények nyugati ismertsége
A klasszikus kínai regényekre már a 17-18. században felfigyeltek a kínaiul tudó, Kínában tartózkodó nyugatiak, akiket kezdetben főleg a misszionáriusok képviseltek. Az első fordítások nem is feltétlenül a legjelentősebb regényekből készültek. Ilyen volt például a Virágos gyertyák, avagy egy jó házasság története című regény, amelynek már a 18. században két angol, egy francia és három német fordítása létezett, és az egyike volt a nyugati nyelvekre lefordított legkorábbi kínai regényeknek. Nyugati népszerűségének egyik oka minden bizonnyal az lehetett, hogy a regény tartalmát meghatározó konfuciánus prüdériában rokonlelkűséget érzett a korabeli Nyugat-Európa olvasóközönsége. A kínai irodalomtörténet mind a mai napig kissé értetlen e regény nyugati népszerűsége kapcsán, de nem mulasztják el büszkén megemlíteni, hogy Goethére is hatással volt.

A legjelentősebb kínai regényeknek a 19. századtól kezdve sorra születtek az angol, a német, a francia és orosz fordításai. Önálló sinológiával, kínai fordításkultúrával nem, vagy csak korlátozott mértékben rendelkező kisebb nyugati nyelvek általában ezeket a fordításokat vették alapul. A nagyobb nyugati nyelveken egy-egy kínai regénynek mára akár több, nem ritkán három-négy fordítása is létezik. A legtöbb klasszikus kínai regény (nem kínaiul) angolul olvasható (30 körül), de a másik három nagy európai nyelven is szép számban elérhetők. A kisebb nyugati nyelvekre mind a mai napig fordítanak közvetítő nyelvekből is, de az utóbbi évtizedekben egyre inkább terjed az a gyakorlat, hogy legalább a legjelentősebb regényeknek eredetiből történjen a fordítása.

## Klasszikus kínai regények magyarul
Magyarul 18 klasszikus kínai regény olvasható, melyek közül 11 kínai eredetiből készült. Az alábbi listában a magyar nyelvű megjelenés időrendjében szerepelnek a művek, zárójelben feltüntetve, hogy milyen nyelvből készült a fordítás.
- Cao Hszüe-csin, Kao O: A vörös szoba álma (németből fordította: Lázár György), 1959
- Virágos gyertyák avagy egy jó házasság története (németből fordította: Varga Ilona), 1959
- Si Naj-an: Vízparti történet (kínaiból fordította: Csongor Barnabás), 1961
- Ceng Pu: Virág a bűn tengerében (oroszból fordította: Háy Gyula), 1962
- Szép asszonyok egy gazdag házban (németből fordította: Mátrai Tamás), 1964
- Virágok árnya a függöny mögött (németből fordította: Mátrai Tamás), 1965
- Vu Csing-ce: Írástudók (kínaiból fordította: Polonyi Péter), 1966
- Vu Cseng-en: Nyugati utazás avagy a majomkirály története (kínaiból fordította: Csongor Barnabás), 1969
- Tung Jüe: Ami a Nyugati utazásból kimaradt (kínaiból fordította: Csongor Barnabás), 1980
- Liu O: Öreg Can kóborlásai. (kínaiból fordította: Polonyi Péter), 1985
- Li Jü: A szerelem imaszőnyege (angolból fordította: Kiss Imre), 1989
- Liu Csang: Csung Kuj, az ördögűző. (kínaiból fordította: Tokaji Zsolt), 1999
- A hét taoista mester (angolból fordította: Kiss Zoltán), 2005
- Kénye-kedvére úr története (kínaiból fordította: Tokaji Zsolt), 2019
- Pajzán história (kínaiból fordította: Tokaji Zsolt), 2019
- Kanócbarát pajzán története (kínaiból fordította: Tokaji Zsolt), 2019
- Boldog szerelmek sora (kínaiból fordította: Tokaji Zsolt), 2019
- Örömteli találkozások története (kínaiból fordította: Tokaji Zsolt), 2019

A kínaiak hősi eposzának tartott, az egyik legjelentősebb kínai regénynek, A három királyság regényes történetének csupán az első hat fejezete olvasható, magyarul, ami a teljes regény pontosan egyhuszad része. Ezt Ecsedy Ildikó fordította magyarra még a hatvanas években az Európa Könyvkiadó számára, a kiadást elősegítendő mutatványként. Az Európa Könyvkiadó egyébként a fenti regények közül néhány kivételével valamennyit gondozta és megjelentette, ám ennek fordítására nem adott megrendelést, és azóta sem készült el a regény teljes fordítása. Az Ecsedy-féle első hat fejezet fordítása először 1987-ben jelent meg a nagyközönség számára is elérhető formában.
A Szép asszonyok egy gazdag házban és A vörös szoba álma magyar nyelvű fordításai egy drasztikusan rövidített és átszerkesztett német változatból készültek. Újabb, teljes fordításuk azóta sem született, bár mindkét regényt jó néhány alkalommal újból kiadták Magyarországon.

### Magyarul
- ↑ Tokaji 2012:  Tokaji Zsolt: A kínai könyv története. Budapest, Fapadoskonyv.hu 2012. ISBN 978-963-344-076-6
- ↑ Tőkei–Miklós 1960:  Tőkei Ferenc – Miklós Pál: A kínai irodalom rövid története. Budapest, Gondolat Kiadó, 1960

#### Klasszikus kínai regények magyarul
A bibliográfiában csak az első kiadások szerepelnek.
- Cao Hszüe-csin, Kao O: A vörös szoba álma I–II. [Franz Kuhn rövidített német szövegéből] ford. Lázár György; a versbetéteket ford. Szerdahelyi István; az előszót írta Tőkei Ferenc. Budapest, Európa Könyvkiadó, 1959
- Ceng Pu: Virág a bűn tengerében. [Oroszból] ford. Háy Gyula; a verseket Polonyi Péter kínaiból készült prózája alapján ford. Szerdahelyi István. Budapest, Európa Könyvkiadó, 1962
- A három királyság története. [Az első hat fejezet fordítása.] Fordította: Ecsedy Ildikó. Budapest, MTA Orientalisztikai Munkaközösség, 1987
- A hét taoista mester. Kínai elbeszélés. [kínairól angolra] Ford. Eva Wong; [angolról magyarra] Ford. Kiss Zoltán. Budapest, Libruna Kft., 2005 ISBN 963 86839 0 2
- Li Jü: A szerelem imaszőnyege. Erotikus regény a Ming-korból. Angolból ford. Kiss Imre. Budapest, Medicina Könyvkiadó, 1989
- Liu Csang: Csung Kuj, az ördögűző. Ford. Tokaji Zsolt. Budapest : Terebess Kiadó, 1999 ISBN 963 9147 16 8
- Liu O: Öreg Can kóborlásai. Ford. és az utószót írta Polonyi Péter; A versbetéteket ford. Csongor Barnabás, Kiss Zsuzsa. Budapest, Európa Könyvkiadó, 1985 ISBN 963 07 3612 8
- Pajzán történet. Kínai erotikus kisregények. Válogatta, fordította és a bevezető tanulmányokat írtaː Tokaji Zsolt. Szenzár. Helikon Kiadó, Budapest, 2019 ISBN 978-963-479-128-7
- Si Naj-an: Vízparti történet I–II. Ford., az előszót és a jegyzeteket írta Csongor Barnabás. Budapest, Európa Könyvkiadó, 1961
- Szép asszonyok egy gazdag házban. Ismeretlen kínai szerző regénye a XVI. század végéről. [Franz Kuhn német szövegéből] ford. Mátrai Tamás; a verseket ford. Pór Judit; az utószót írta Tőkei Ferenc. Budapest, Európa Könyvkiadó, 1964
- Tung Jüe: Ami a Nyugati utazásból kimaradt. Ford., a jegyzeteket és az utószót írta Csongor Barnabás. Budapest, Európa Könyvkiadó, 1980 ISBN 963 07 2289 5
- Virágok árnya a függöny mögött. Ismeretlen kínai szerző regénye. [Franz Kuhn német szövegéből] Ford. Mátrai Tamás; a verseket ford. Pór Judit; az utószót írta Tőkei Ferenc. Budapest, Európa Könyvkiadó, 1965
- Virágos gyertyák avagy egy jó házasság története. Kínai regény a XVII. századból. [Franz Kuhn német szövegéből] ford. Varga Ilona; a verseket ford. Károlyi Amy; az előszót írta Tőkei Ferenc. Budapest, Európa Könyvkiadó, 1959
- Vu Cseng-en: Nyugati utazás, avagy a majomkirály története I–II. Ford., a jegyzeteket és a bevezetőt írta Csongor Barnabás. Budapest, Európa Könyvkiadó, 1969
- Vu Csing-ce: Írástudók. Kínai eredetiből ford. s az utószót írta Polonyi Péter; A szöveget a kínai eredetivel egybevetette s a jegyzeteket írta Ecsedy Ildikó. Budapest, Európa Könyvkiadó, 1966

### Idegen nyelven
- ↑ Lu 1982:  Lu Hsun: A Brief History of Chinese Fiction. Peking, Foreign Languages Press, 1982
- ↑ Ma-Huang 1992:  Ma Csi-kao (Ma Jigao) 马积高 – Huang Csün (Huang Jun) 黄钧: Csung-kuo ku-taj ven-hszüe-si (Zhongguo gudai wenxueshi) 中国古代文学史 („A klasszikus kínai irodalom története”) I–III. Hunan Ven-ji Csu-pan-sö (Hunan Wenyi Chubanshe) 湖南文艺出版社, 1992. ISBN 7-5404-0917-7
- ↑ Qin 1990:  Csin Kang-cung (Qin Kangzong) 秦亢宗 (szerk.): Csung-kuo hsziao-suo ce-tien (Zhongguo xiaoshuo cidian) 中国小说辞典 („A kínai próza lexikona”) Pejcsing Csu-pan-sö (Beijing Chubanshe) 北京出版社, Peking 北京 1990. ISBN 7-200-00741-2
- ↑ Wang 1988:  Vang Li-na (Wang Lina) 王丽娜: Csung-kuo ki-tien hsziao-suo hszi-csü ming csu caj kuo vaj (Zhongguo gudian xiaoshuo xiqu ming zhu zai guo wai) 中国古典小说戏曲名著在国外 („Kína legjelesebb klasszikus próza és dráma művei külföldön”). Sanghaj (Shanghai) 上海, Hszüe-lin Csu-pan-sö (Xuelin Chubanshe) 学林出版社, 1988. ISBN 7-80510-168-X